# Euoticus pallidus
Північний голчастий галаго ( Euoticus pallidus ) — вид мокроносих приматів родини Galagidae. Зустрічається в прибережному регіоні Камеруну та Нігерії, а також на острові Біоко в Екваторіальній Гвінеї, в лісах нижньої висоти, які забезпечують йому спеціалізований раціон із деревної смоли.

## Опис
Це вид галаго довжиною тіла 180 мм і хвостом 190 мм. Представники цього роду мають довгі кінцівки. Хутро густе, короткі мордочки, великі помаранчеві очі. Мають довгі кігті, які допомагають при стрибках по деревах. Тіло рудувато-сірого кольору або червонувато-коричневого, сіріші на шиї, плечах, руках і хвості. У деяких особин на спині від плечей до кореня хвоста проходить темна сірувато-коричнева смуга. Хвіст такого ж кольору, як і спина, поступово тьмяніє ближче до кінчика. Нижня частина тіла жовтувата або білувато-сіра. Відрізняються від інших галаго тим, що мають одну пару сосків.

## Поширення і середовище проживання
Північний голчастий галаго є ендемічним у західній частині Центральної Африки, де його ареал простягається від річки Нігер у Нігерії до річки Санага в Камеруні. Підвид E. p. pallidus присутній на острові Біоко в Гвінейській затоці, тоді як підвид E. p. talboti зустрічається на континенті. Зустрічається як у первинних, так і у вторинних вологих рівнинних лісах, переважно у верхній і середній частинах пологу.  Він також трапляється на великих висотах у районах з великою кількістю опадів, таких як гора Купе та гора Камерун.

## Екологія
Харчується в основному смолою, яка виділяється зі стовбура та гілок дерев; яку збирає за допомогою «зубного гребінця», утвореного збільшеними нижніми різцями. Він також харчується безхребетними, ловлячи їх обома лапками, іноді зависаючи при цьому на двох ногах. Як і інші галаго, шукає їжу сам, але спілкується звуками з іншими родичами та спить разом із ними. Мало що відомо про його репродуктивні звички.

## Статус
E. pallidus може опинитися під загрозою руйнування середовища існування, де його лісове середовище існування було фрагментоване внаслідок вирубки та перетворення на сільські угіддя та плантації. Однак частина його ареалу знаходиться в охоронюваних територіях, включаючи Національний парк Крос-Рівер (Нігерія), Національний парк Коруп і заповідник дикої природи Баньянг-Мбо (Камерун), а також Науковий заповідник Кальдера Люба (Біоко). Міжнародний союз охорони природи оцінив його природоохоронний статус у 2008 році як майже загрозливий, але вказав поточну тенденцію популяції як «невідому». 